# Peleg
Peleg (hebr. פָּלֶג) – postać biblijna. Według Księgi Rodzaju był synem Hebera i ojcem Reu, oraz przodkiem Abrahama. Miał 30 lat, gdy doczekał się syna Reu, 
miał też innych synów i córki. Zmarł w wieku 239 lat (Rdz 11,16-19). W Ewangelii Łukasza wymieniony został wśród przodków Jezusa (Łk 3,35).
Według Rdz 10,25 Peleg otrzymał swoje imię „gdyż za jego czasów ludzkość się podzieliła” lub „gdyż za jego dni ziemia została rodzielona”. Bibliści wiążą ten fragment z opowiadaniem o Wieży Babel i rozproszeniu się ludzi po Ziemi. Etymologia imienia Pelega wywodzona jest z akadyjskiego palgu „kanał” lub puluggu „okręg”, biblijna wzmianka mogłaby więc odnosić się do podziału ziemi kanałami nawadniającymi lub podziału kraju na okręgi administracyjne. Część kreacjonistów młodej Ziemi uważa, że to zdanie odnosi się do podziału Pangei.